# 구룡터널
구룡터널(九龍터널)은 서울특별시 서초구 내곡동과 강남구 개포동을 잇는 서울특별시의 터널이다. 길이는 1,180m, 폭은 쌍방향을 합하여 17m, 높이는 6.8m로, 1998년 4월 30일 준공되었다. 구룡산에 뚫은 터널로, 구룡산의 이름을 따서 구룡터널이라고 명명하였다.

## 역사
- 착공일 : 1992년 12월 30일
- 개통일 : 1998년 4월 30일

## 근처 정보
- 구룡산
- 구룡초등학교
- 양재천
- 양재동
- 개포6차우성아파트
- 개포1단지주공아파트
- 서울개원초등학교
- 개포중학교
- 구룡마을
- 헌인릉

## 산행정보
- 구룡산구룡터널등산로입구
- 구룡산둘레길
- 구룡산나들길